# VLS-1
VLS-1 (Veículo Lançador de Satélites) は、ブラジル宇宙機関 (AEB) が開発を進めていた3段式の固体燃料ロケットである。ブラジルが独自の多目的小型衛星打ち上げ能力を獲得することを目的に開発が進められており、アルカンタラ射場を拠点としていた。
ブラジルが以前に開発してきたソンダI、II、III、IV、VS-30、VS-40、VSB-30などの観測ロケットの経験をベースとしている。

## 歴史
これまでに3機の試験機が作られ、2機の打ち上げが行われたが、成功例はない。1997年のV01と1999年のV02は技術的問題により失敗したが要素技術の試験には成功した。V03は2003年8月22日に発生した打ち上げ準備中の爆発事故で21名の命と共に失われた。これを受けて開発が凍結され2003年から設計を大幅に変更する作業が続けられ、2010年には開発が再開したともされたが、後継となるVLM-1に集中するため2016年に開発は打ち切られた。

## 主要諸元
| 段数（Stage） | ブースター（×4）    | 第1段      | 第2段      | 第3段      |
| ------------- | ------------------- | ---------- | ---------- | ---------- |
| 使用エンジン  | S-43 × 1            | S-43TM × 1 | S-40TM × 1 | S-44 × 1   |
| 推進薬        | 固体推進薬          | 固体推進薬 | 固体推進薬 | 固体推進薬 |
| 推力          | 303 kN (計1,212 kN) | 320.6 kN   | 208.39 kN  | 33.24 kN   |
| 比推力        | 225 sec             | 277 sec    | 275 sec    | 282 sec    |
| 有効燃焼時間  | 59 秒               | 58 秒      | 56 秒      | 68 秒      |
| 全長          | 19.5 m              | 19.5 m     | 19.5 m     | 19.5 m     |
| 外径          | 1.01 m              | 1.01 m     | 1.01 m     | 1.01 m     |
| 質量          | 50,700 kg           | 50,700 kg  | 50,700 kg  | 50,700 kg  |
| 低軌道（LEO） | 380 kg              | 380 kg     | 380 kg     | 380 kg     |

## 発展構想
VLS-1計画と並行して、低軌道・静止軌道に衛星を投入可能な中型ロケットVLS-2（後にAlfaと改称）の開発計画も進められていた。
また、100kgの衛星を軌道に投入できる小型ロケットVLM (Veículo Lançador de Microssatélite) も開発中である。